# Trestoncideres laterialba
Trestoncideres laterialba är en skalbaggsart som beskrevs av Martins och Maria Helena M. Galileo 1990. Trestoncideres laterialba ingår i släktet Trestoncideres och familjen långhorningar.
Artens utbredningsområde är:
- Costa Rica.
- Surinam.

Inga underarter finns listade i Catalogue of Life.